# ФК Днипро
Днипро (на украински: ФК „Дніпро“) е украински футболен клуб от град Днипро.
Печелил е два пъти шампионата на СССР. В украинската Премиер лига най-доброто постижение за отбора е 2-ро място през сезони 1992/93 и 2013/14. През сезон 2014/15 тимът успява да постигне един от най-значимите успехи в историята си, достигайки до финал в турнира Лига Европа.

## История
Клубът е създаден през 1918 г.

## Успехи

### СССР
- Шампионат на СССР по футбол
  - Шампион (2): 1983, 1988
- Купа на СССР
  - Носител (1): 1989
- Суперкупа на СССР
  - Носител (1): 1988
- Купа на Федерацията по футбол на СССР
  - Носител (2): 1986, 1989

### Украйна
- Украинска Премиер Лига
  - Вицешампион (1): 1993, 2014
- Купа на Украйна
  - Финалист (3): 1995, 1997, 2004

### Евротурнири
- Лига Европа
  - Финалист (1): 2015
- Купа Интертото
  - Финалист (1): 2006

## Известни футболисти
- Анатолий Демяненко
- Генадий Литовченко
- Олег Протасов
- Олег Таран
- Вадимом Евтушенко
- Юрий Максимов
- Дмитрий Парфьонов
- Сергей Назаренко
- Нери Кастильо
- Осмар Ферейра
- Едуардо Алсидес
- Ролан Гусев
- Руслан Ротан
- Йевхен Коноплянка

## Български футболисти
- Георги Пеев: 2006 - (10 мача - 1 гол)

## Известни треньори
- Валерий Лобановский
- Йожеф Сабо
- Бернд Щанге
- Олег Протасов
- Владимир Безсонов
- Хуанде Рамос
- Мирон Маркевич